# The Freeze-Out
Pour plus de détails, voir Fiche technique et Distribution.
The Freeze-Out est un film muet américain de John Ford, sorti en 1921.

## Fiche technique
- Titre original : The Freeze-Out
- Réalisation : John Ford
- Scénario : George C. Hull
- Photographie : Harry M. Fowler
- Société de production : The Universal Film Manufacturing Company
- Société de distribution : The Universal Film Manufacturing Company
- Pays d'origine :  États-Unis
- Langue originale : anglais
- Format : noir et blanc — 35 mm — 1,33:1 — Muet
- Genre : Western
- Durée : 50 minutes ? (5 bobines)
- Date de sortie :
  - États-Unis : 9 avril 1921

## Distribution
- Harry Carey : Ohio, l'étranger
- Helen Ferguson : Zoe Whipple
- JJoe Harris : « Headlight » Whipple
- Charles Le Moyne : Denver Red
- J. Farrell MacDonald : « Bobtail » McGuire
- Lydia Yeamans Titus : Mme McGuire

## Autour du film
- Ce film est considéré comme perdu, selon Silent Era.